# Państwowe Produkcyjno-Badawcze Centrum Kosmiczne im. M. Chruniczewa

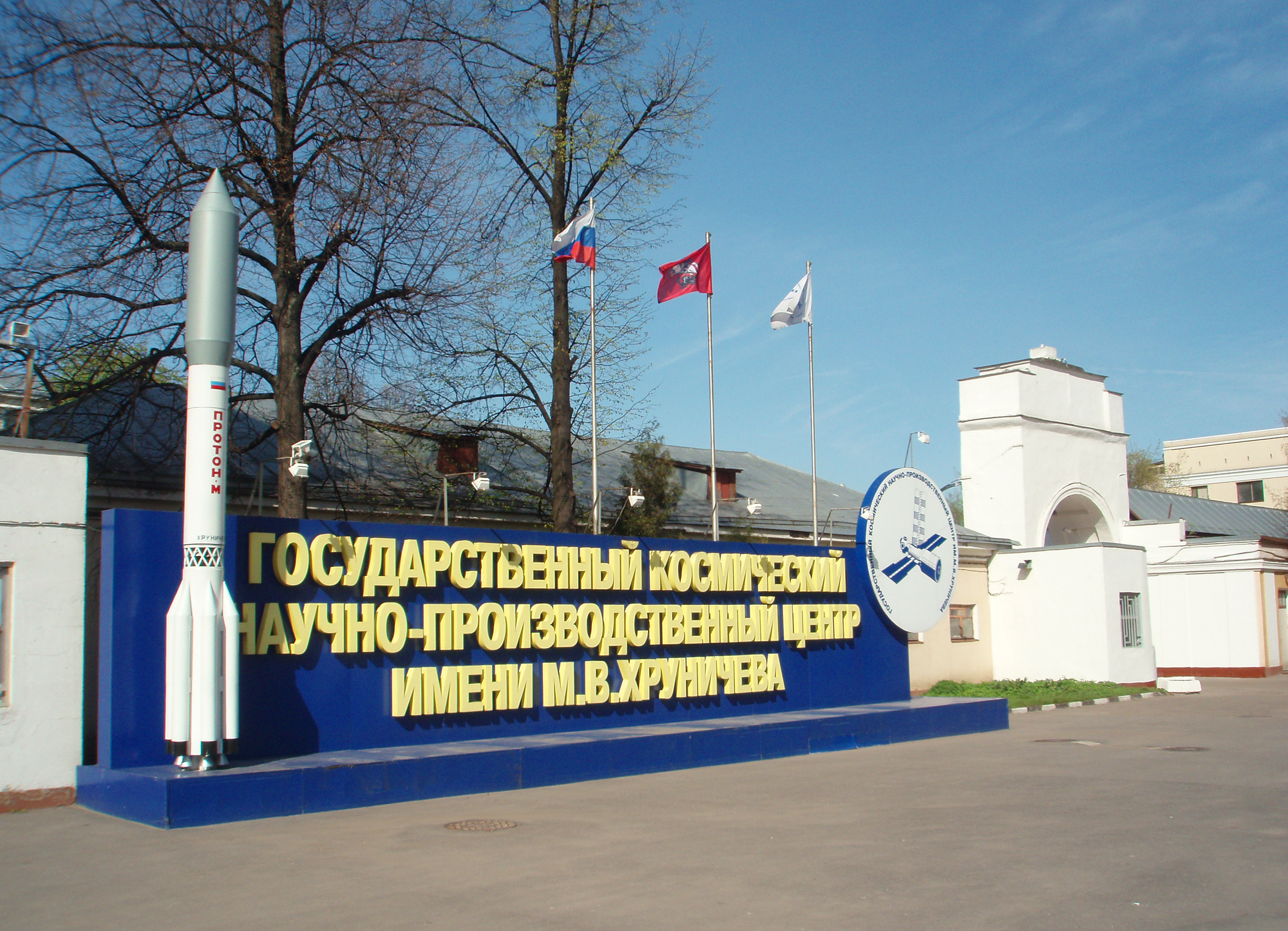
Brama wejściowa do Zakładów im. Chruniczewa w Moskwie

Państwowe Produkcyjno-Badawcze Centrum Kosmiczne im. M. Chruniczewa (ros. Государственный космический научно-производственный центр имени М. В. Хруничева, w skrócie: ГКНПЦ имени М. В. Хруничева;  trb. Gosudarstwiennyj kosmiczieski nauczno-proizwodstwiennyj cientr imieni M. W. Chruniczewa, w skrócie: GKNPC imieni M. W. Chruniczewa) – rosyjskie zakłady produkujące rakiety nośne, znajdujące się w Moskwie. Ich nazwa pochodzi od nazwiska generała Michaiła Chruniczewa (1901-1961), radzieckiego ministra przemysłu lotniczego.
Zakład został założony podczas II wojny światowej jako Zakład nr 23, celem produkcji bombowców. Umieszczony został w Moskwie w halach poprzednio istniejącego tam zakładu nr 22, ewakuowanego w 1941 roku do Kazania. Po zakończeniu wojny produkcja ta była kontynuowana przez lata 50. W 1951 r. Zakłady zostały powiększony o własne biuro konstrukcyjne OKB-23.
W latach 70. XX wieku Zakłady zostały włączone w Biuro Konstrukcyjne Salut, a w latach 1981-1989 były częścią NPO Energia. W 1988 roky Zakłady stały się samodzielną jednostką, a od 1993 roku noszą aktualną nazwę.
Obecnie Zakłady w ramach International Launch Services (ILS) prowadzą również komercyjną sprzedaż usług wprowadzania satelitów na orbitę, oraz zarządzania misjami, za pomocą produkowanych przez nie rakiet nośnych Proton.
W 2006 roku przedsiębiorstwo nawiązało współpracę z narodową agencją kosmiczną Republiki Korei. Efektem tej współpracy jest pierwsza południowokoreańska rakieta nośna Naro-1, której pierwszy stopień pochodzi z rakiety Angara.
Zakłady są również producentem stacji orbitalnych serii Salut i Ałmaz oraz stacji Mir.

## Rakiety produkowane przez Zakłady im. Chruniczewa
- Angara (rakieta)
- Briz-M
- Proton (rakieta)
  - Proton K
  - Proton M
- Rokot
- Pociski rakietowe: UR-100, UR-100N, MR-UR-100 Sotka, UR-200